# Clayton (Illinois)
Clayton es una villa ubicada en el condado de Adams en el estado estadounidense de Illinois. En el Censo de 2010 tenía una población de 709 habitantes y una densidad poblacional de 314,29 personas por km².

## Geografía
Clayton se encuentra ubicada en las coordenadas 40°1′50″N 90°57′29″O / 40.03056, -90.95806. Según la Oficina del Censo de los Estados Unidos, Clayton tiene una superficie total de 2.26 km², de la cual 2.25 km² corresponden a tierra firme y (0.23%) 0.01 km² es agua.

## Demografía
Según el censo de 2010, había 709 personas residiendo en Clayton. La densidad de población era de 314,29 hab./km². De los 709 habitantes, Clayton estaba compuesto por el 98.31% blancos, el 0.56% eran afroamericanos, el 0.14% eran amerindios, el 0.14% eran asiáticos, el 0% eran isleños del Pacífico, el 0% eran de otras razas y el 0.85% pertenecían a dos o más razas. Del total de la población el 0.28% eran hispanos o latinos de cualquier raza.